# Диспута
Диспу́та (итал. La disputa del sacramento — Спор о святом таинстве) — фреска работы Рафаэля Санти, созданная в 1509—1510 годах. Первая из фресок, выполненных художником для апартаментов папского дворца в Ватикане, впоследствии названных Станцами Рафаэля. Фреска «Диспута» занимает целую стену напротив композиции «Афинская школа» в Станце делла Сеньятура (итал. Stanza della Segnatura). Этому помещению придавалось особое значение, именно его папа пожелал видеть готовым в первую очередь. О том же говорит величественная программа росписей.
Название «Camera della Segnatura» привёл в своих «Жизнеописаниях» Дж. Вазари, и его обычно переводят как «Комната подписей». Однако большинство специалистов считает такое название неправильным, поскольку в отношении этой комнаты в то время не использовали латинское слово signatura (подпись), а итальянское segnatura означает «отметка, знак», но не подпись. Версия Джона Ширмена, американского исследователя творчества Рафаэля, о том, что комната была папской библиотекой, не подтверждается документально. В настоящее время на основе исторических данных об использовании этого помещения в качестве места заседаний папского трибунала, а также подписей указов, принято обобщающее название: Зал указов. Назначение комнаты косвенно подтверждается программой росписей, главной темой которых является идея божественного правосудия, гармонии власти земной и небесной.
Композиции росписей Станцы делла Сеньятура отражают четыре области духовной деятельности человека: «Афинская школа» — Философию, «Диспута» — Теологию, «Парнас» — Поэзию, «Мудрость, умеренность и сила» (Virtù e la Legge) — Правосудие. Первой, вероятно, была написана «Диспута», второй — «Парнас», а третьей — «Афинская школа» (1510—1511).

## Иконография
Фреска «Диспута» в иконографической программе, заданной Папой Юлием II, является главной. Дж. Вазари назвал эту композицию «Спор о святом таинстве» (итал. La disputa del sacramento), но это название не отражает основной смысл композиции. Как справедливо заметил Г. Вёльфлин, «в этом собрании не спорят, мало даже разговаривают». Действие, изображённое на фреске, происходит на земле и в небесах. Огромная арка, одновременно архитектурная и небесная, объединяет два мира: землю и небо. Широкие ступени ведут к алтарю, на котором установлена гостия.
В верхней части композиции изображена Пресвятая Троица: Бог Отец как Пантократор со сферой в руках, Бог Сын: Христос в сиянии небес и Дух Святой в виде голубя. Над ними ангелы. По сторонам — Богоматерь и Иоанн Креститель, Апостол Пётр и Апостол Павел окружённые Адамом, Иаковом, Авраамом, Давидом, Моисеем и другими лицами Святого писания.
Формально в нижней части композиции изображена сцена богословского диспута о Таинстве евхаристии. В сцене участвуют (по левую сторону от алтаря) римские Отцы Церкви: папа Григорий I и Иероним Стридонский, и Августин Блаженный с Амвросием Медиоланским, справа. В диспуте принимают участие другие представители Церкви: Савонарола, епископы, папы Юлий II и Сикст IV. Последний изображён в правой нижней части картины в золотом папском облачении, за ним стоит Данте Алигьери в красном одеянии, увенчанный лавровым венком, символизирующим славу поэта.
Человек, с книгой в руках, облокотившийся на перила в левом углу фрески — архитектор эпохи Высокого Возрождения, создатель базилики Святого Петра в Ватикане и наставник Рафаэля Донато Браманте. Рядом чудесная фигура «указывающего юноши», несколько отвлечённая, она заимствована Рафаэлем с рисунка Леонардо да Винчи, женской фигуры, так называемой Беатриче.
Исследователи обращают внимание на неканоническое изображение Спасителя, Его воздетые руки со стигматами — ранами от гвоздей Распятия — заимствованы из иконографии Страшного суда и Божественного правосудия, а Святой дух в виде голубя не парит в небесах, как положено по канону, но показан у ног Христа, как бы спускающимся к алтарю с гостией. На своде над фреской Диспуты изображена аллегория Теологии — женская фигура в окружении путти, которые держат таблички с латинской надписью, фрагментом фразы из гражданского кодекса Юстиниана: «Divinarum rerum notitia» (Признание Божественного промысла). Таким образом композиция интерпретируется в качестве аллегории Божественной справедливости. С другой стороны, многие детали связаны с личностью заказчика — Папы Юлия II (Джулиано делла Ровере). Гостия была предметом его особого почитания. Известно, что перед военным походом на Болонью папа Юлий посетил Орвьето, чтобы поклониться реликвии, связанной со знаменитым «Чудом в Больсене». Согласно преданию, в 1263 году в Больсене, небольшом городке к северу от Рима, произошло чудо. Молодой священник, служивший мессу, усомнился в реальности таинства Евхаристии — пресуществления хлеба и вина в тело и кровь Христа. Во время службы в момент поднятия гостии на ней в пяти местах выступила кровь. В соборе Орвьето, в Капелле дель Корпорале, хранится антиминс (покров) со следами крови. Сюжет «Месса в Больсене» стал предметом ещё одной фрески Рафаэля в Станца д’Элиодоро, на которой Папа Юлий II изображён как свидетель и соучастник чуда. Поэтому и композицию Диспуты можно рассматривать не только в качестве аллегории Божественного правосудия и торжества истины, но и в аспекте прославления деяний Юлия II.
Рафаэль решил сложнейшую иконографическую задачу как истинный живописец — не только перечислением необходимых по сюжету действующих лиц, но также (как он сделал это в «Афинской школе») разнообразием пластических движений и компоновкой фигур в выразительные группы. Кроме того, по замечанию Вёльфлина, он был настолько свободен, что «для развития нужных ему мотивов мог пользоваться безымянными фигурами».